# William Kemmler
William Kemmler (Boston, 9 de maio de 1860 — Auburn, 6 de agosto de 1890) foi a primeira pessoa a ser executada numa cadeira elétrica.

## Vida
Seus pais eram imigrantes da Alemanha e ambos eram alcoólatras. Depois de abandonar a escola aos 10 anos, incapaz de ler ou escrever, Kemmler trabalhou no açougue de seu pai.
Após a morte de seus pais, ele entrou no negócio de mascate e ganhou dinheiro suficiente para comprar um cavalo e uma carroça. Nesse ponto, porém, ele também estava se tornando um bebedor pesado. Em um episódio envolvendo-o e seus amigos, após uma série de bebedeiras, ele disse que conseguia pular o cavalo e a carroça por cima de uma cerca de dois metros e meio, com a carroça presa ao cavalo. A tentativa foi um fracasso. Ele era conhecido pelos amigos como "Philadelphia Billy", e suas bebedeiras eram muito conhecidas nos bares de seu bairro em Buffalo.
Após ter assassinado a machadadas Tillie Ziegler, sua companheira, a 29 de março de 1889, Kemmler foi condenado à morte.

## Execução
Anteriormente, em 1º de janeiro de 1889, havia entrado em vigor uma lei que previa a execução por eletricidade; este método foi considerado menos cruel do que o enforcamento que era habitual até então. A ideia da eletrocussão remonta a Thomas Alva Edison e seus associados. Com o fornecimento de corrente contínua que ofereciam, eles estavam em forte concorrência com a corrente alternada desenvolvida por Nikola Tesla e comercializada por George Westinghouse. Edison e seus colaboradores, portanto, usaram corrente alternada para matar vários animais em experimentos públicos por anos para demonstrar que era mais perigoso (ver guerra das correntes).
Os advogados de defesa de Kemmler tentaram em vão impedir a execução, argumentando que a eletrocussão era cruel. Ele também foi apoiado por Westinghouse, mas Edison se pronunciou a favor da execução, a fim de enfatizar mais uma vez o perigo da corrente alternada.

Kemmler foi executado na Prisão Auburn (Auburn Correctional Facility) às 06h00 do dia 6 de agosto de 1890. A princípio tentaram realizar a execução com uma voltagem elétrica de 1000 volts, mas quando a eletricidade foi desligada após 17 segundos, Kemmler ainda estava vivo. Portanto, a tensão foi aumentada para 2000 volts. Durante o procedimento, o Kemmler gravemente queimado podia ouvir gritos de dor. A segunda tentativa durou cerca de 70 segundos e resultou na morte de Kemmler. Testemunhas oculares relataram que havia um cheiro de carne queimada e fumaça saindo da cabeça de Kemmler. Westinghouse comentou mais tarde:
"Eles teriam feito melhor com um machado".